# 모리 유마
모리 유마(일본어: 森 夢真, 2001년 7월 2일~)는 일본의 축구 선수이다.

## 구단 경력
그는 2020년 J3리그의 아술 클라로 누마즈에 입단했다.